# Ханлэ

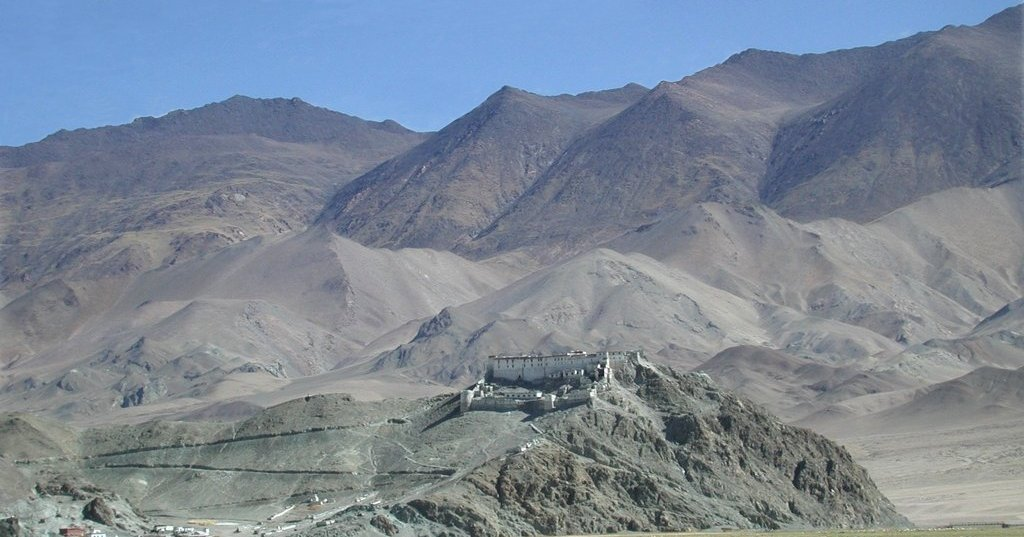
Ханле Гомпа

Ханлэ — деревня в Ладакхе, Индия. Находится при монастыре Ханле Гомпа (17 век) школы Друкпа Кагью, находится в долине Ханле на древнем караванном пути Ладакх — Тибет. В долине живёт около 1000 человек, и 300 живут в деревне Ханле.
Царь Ладакха Сенге Намгьял умер в Ханле, возвращаясь из похода против монголов, захвативших тибетскую провинцию У-Цанг и угрожавших Ладакху.
У Ханле находится Индийская астрономическая обсерватория. Недалеко (24 км) аэропорт Фукче и городок Укдунгле.